# Ráckeve (distrikt)
Ráckeve är ett distrikt i Ungern. Det ligger i provinsen Pest, i den centrala delen av landet, 40 km söder om huvudstaden Budapest.